# 石巻市都市計画道路門脇流留線
石巻市都市計画道路門脇流留線（いしのまきしとしけいかくどうろかどのわきながるせん）は、宮城県石巻市内を通る都市計画道路である。

## 概要
⽯巻市沿岸部を東西に通っている道路。防潮堤の役割も担っている。

### 路線データ
- 起点：宮城県石巻市⾨脇[1]
- 終点：宮城県石巻市流留[1]
- 延長：12.9 km[1]（うち復興交付金の使用により整備された区間は7.9 km[1][6]）

## 歴史

### 年表
- 2022年（令和4年）3月24日：全線開通[1]。

## 地理

### 通過する自治体
- 宮城県
  - 石巻市

### 接続する道路
- 都市計画道路矢本門脇線
- 国道398号

### 沿線
- 石巻南浜津波復興祈念公園
- 石巻漁港